# Vélivert
Vélivert es un sistema de bicicletas compartidas en Saint-Étienne, Francia, lanzado en junio de 2010 por STAS y desarrollado por la empresa especializada en fabricación y comercialización de productos relacionados con el uso compartido de bicicletas Smoove. Este programa de bicicletas comunitarias comprende 400 bicicletas de alquiler a largo plazo y 300 de alquiler a corto plazo. Las bicicletas están aseguradas en 30 estaciones de bicicletas por una horquilla especial, en soportes de bicicletas fáciles de instalar con llaves mecánicas distribuidas por dispensadores automáticos, con o sin terminales de tarjetas de crédito inteligentes, teléfono y tarjetas de crédito internacionales también son posibles para recuperar inmediatamente un número de suscripción del cliente.
El sistema es accesible 24 horas al día, 7 días a la semana.

## Galería

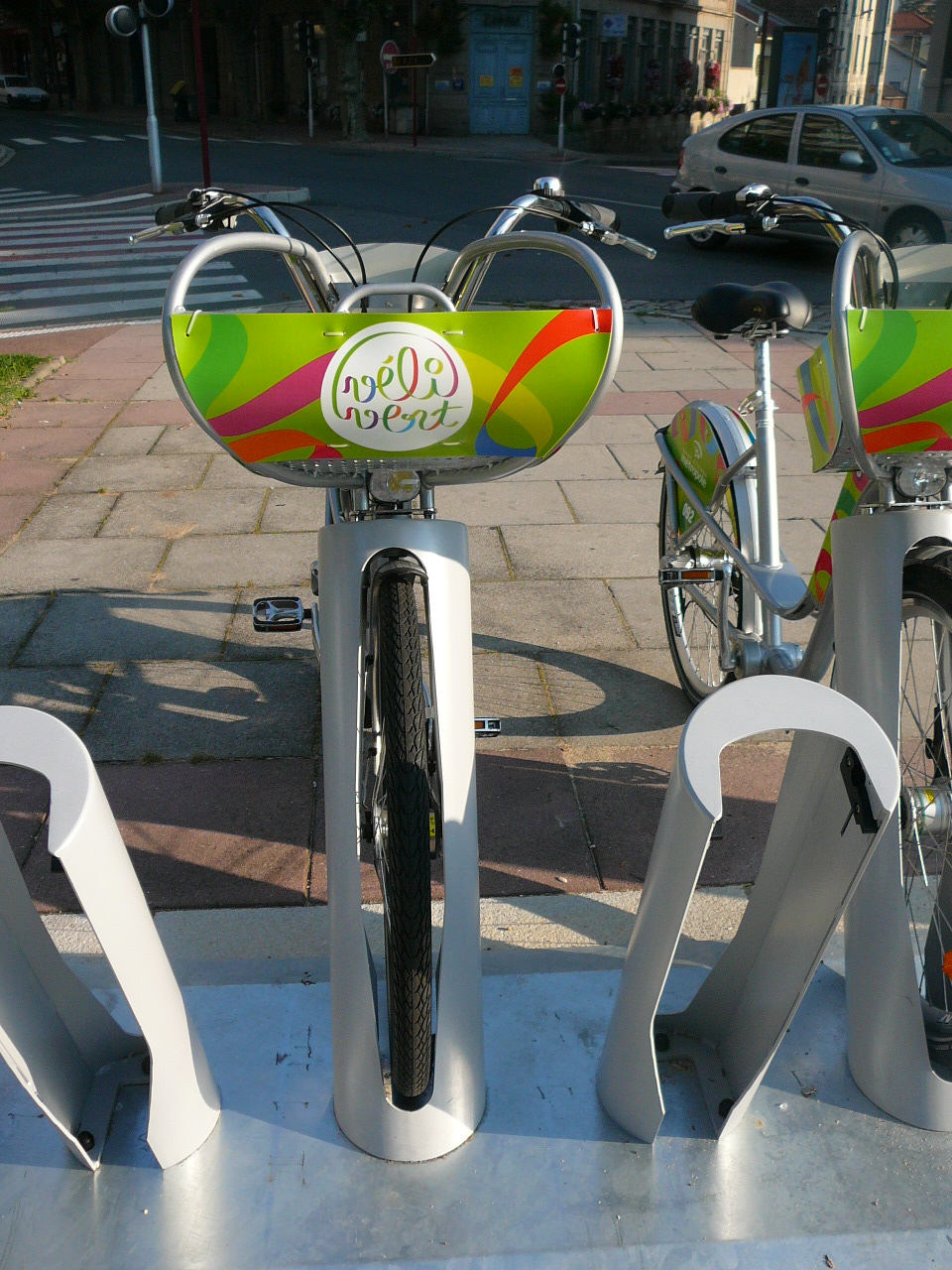
Un Vélivert asegurado en su soporte.
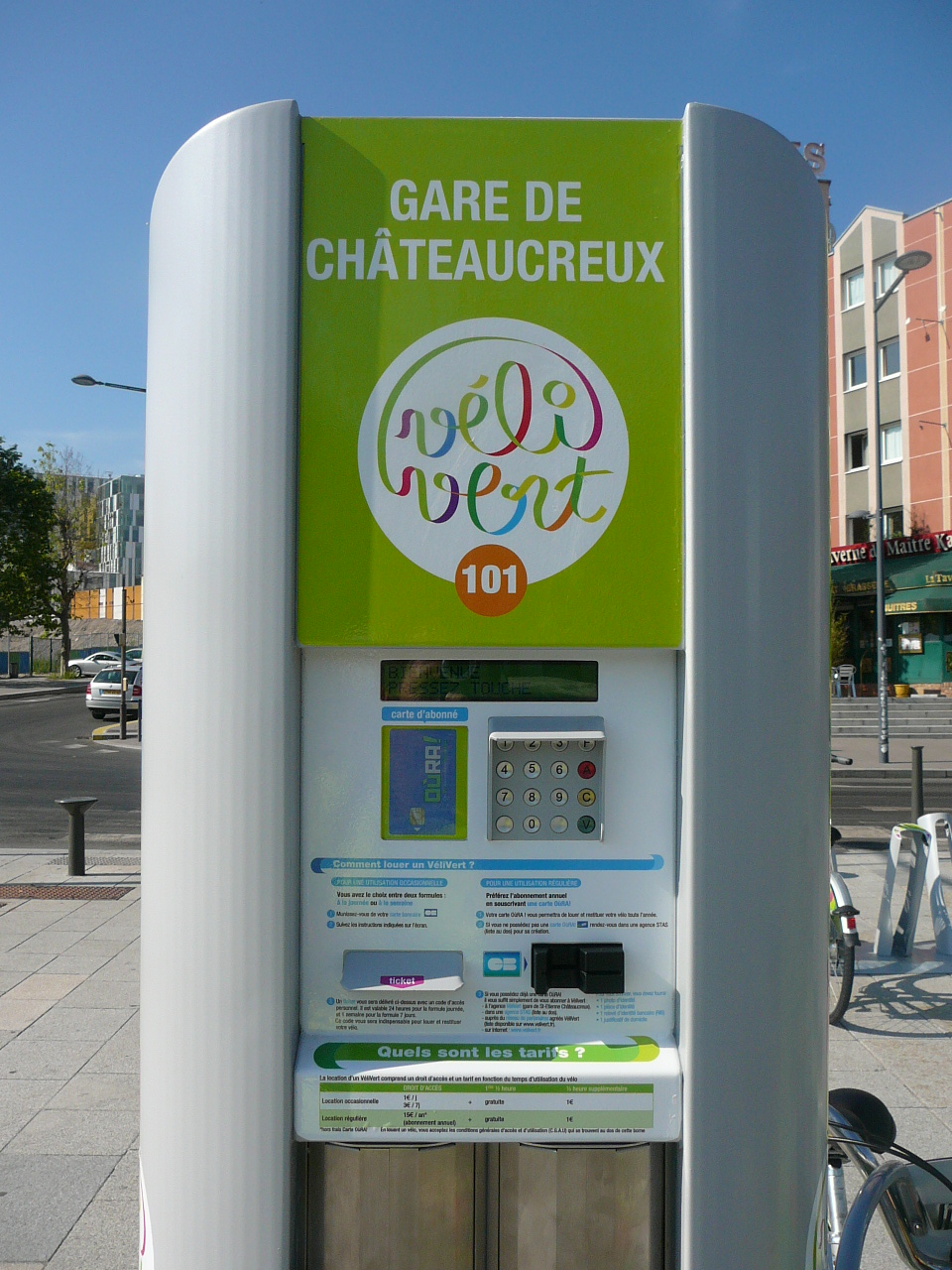
La estación "Gare de Châteaucreux" en Saint-Étienne.
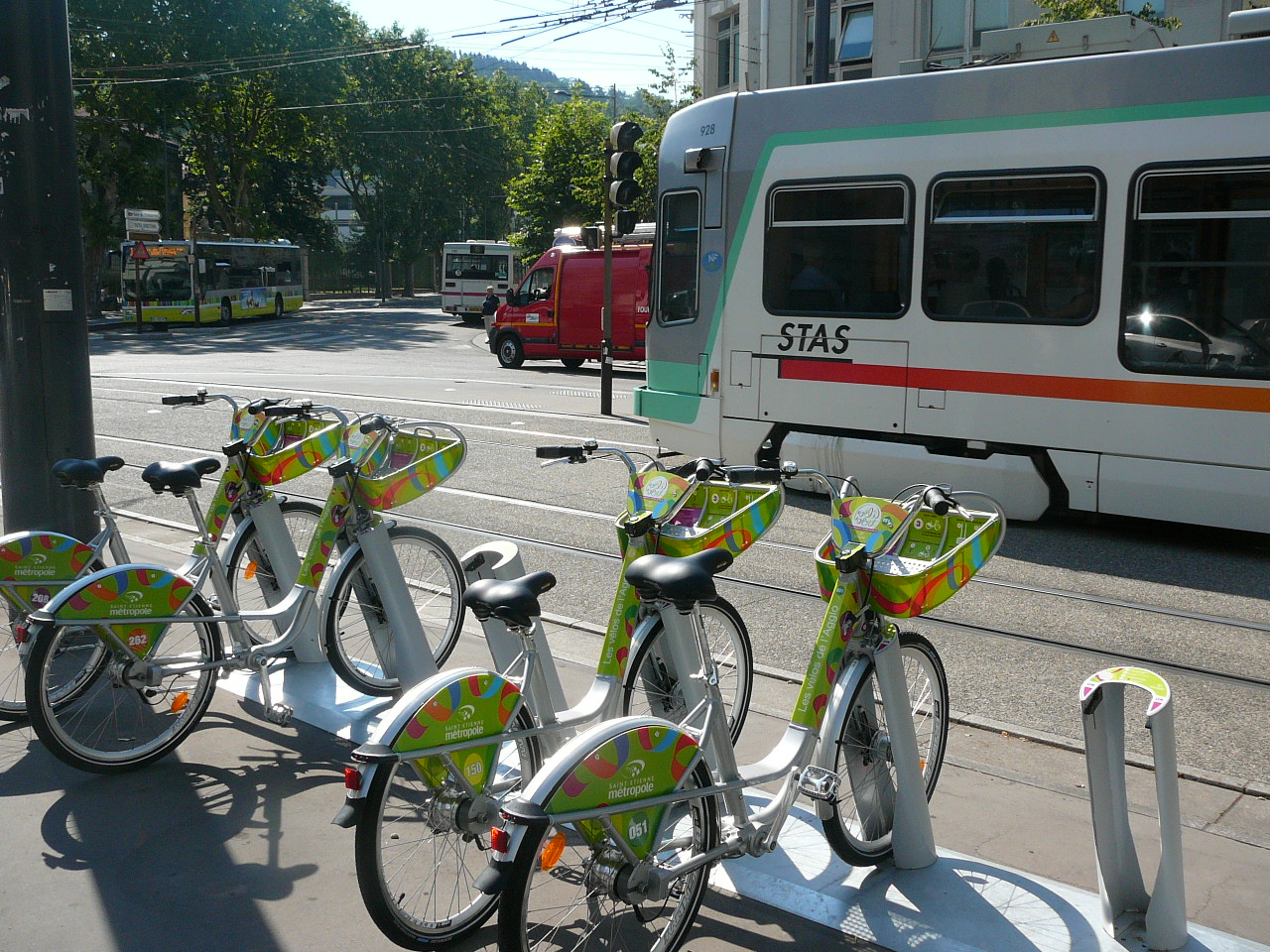
La intermodalidad entre el tren, el tranvía, el autobús y Vélivert se facilita al ser operado todo por STAS.
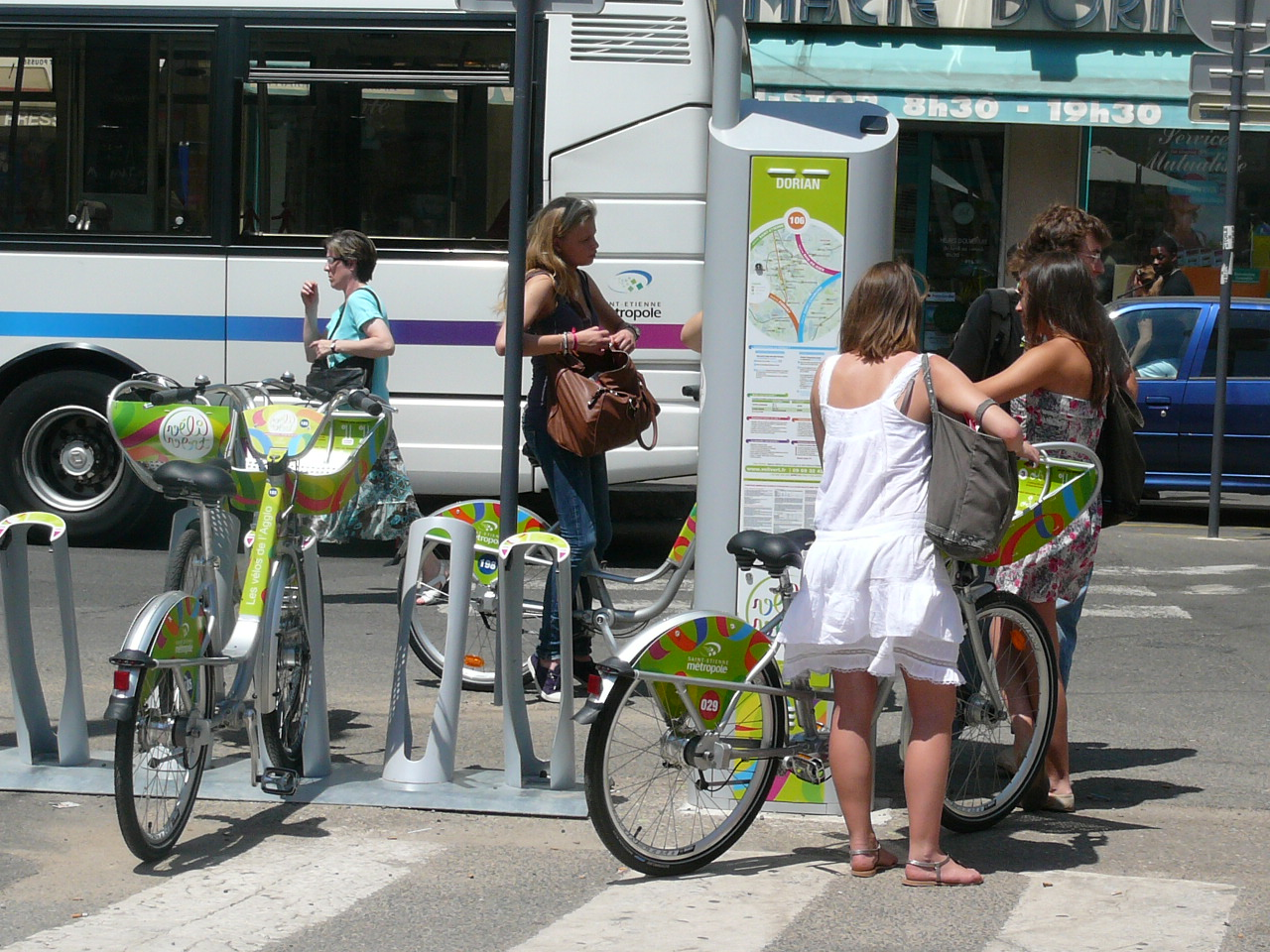
La estación de Dorian.